# 何廉
何廉（英語：Franklin Ho，1895年—1975年7月5日），字粹廉，湖南省邵东市硤石口人，經濟學家及教育家，中央研究院院士，曾任中華民國經濟部次长、南开大学代理校长。

## 生平

### 家世
1895年，何廉生於湖南省邵陽縣硤石口（今邵东市简家陇镇简家陇村），父親是鄉紳，家中有200多畝土地，同時也是五金商店的合夥人。8歲，開始入父親辦的家館讀書，背誦經書，後來又到族館學習三年。1909年冬，14歲時，被父親送入长沙邵陽中學。寒假後，打算去廣西桂林讀軍校，1910年2月,他跟隨親戚到桂林，考前在聖公會辦學校的學習英文。11月，考上桂林陸軍小學。1911年，武昌起義爆發，陸小停辦。11月，部分軍校學生組織徒步前往武昌，何廉也參與了。父親拜託朋友勸其離開隊伍，回桂林，何廉就返回了桂林，12月回到了邵陽老家。1912年冬，再次離家到長沙唸書，起初還是在邵陽中學旁聽，1913年12月，以第一名的成績考入雅禮中學。1918年，畢業後，雅禮的老師建議何廉在美國半工半讀，12月，長老會也表示可以資助他出國留學。

### 留学
1919年7月，隨雅禮的幾位同學和老師赴美留学，8月到達舊金山，陳翰笙也來迎接，所以先在伯克萊小住，陳翰笙還帶他去聽伍朝樞的演講，了解巴黎和會的狀況。陳還建議他去自己的母校波莫纳学院學習。於是和邱昌渭一起入讀波莫納學院，被編入二年級。在波莫納的學習是非常美式的博雅教育，對各種學科進行廣泛地學習。1922年，畢業後申請到了耶鲁大学研究生院的獎學金，便決定到耶魯學習。去耶魯之前曾到紐約逗留，在這裡他遇到了在哥倫比亞大學讀書的蔣廷黻和羅家倫。6月，前往紐黑文，主修經濟學，兼修社會學。曾在欧文·费雪（Irving Fisher）身边工作了三年，研究指数。留學時代，何廉很少參與政治活動，潛心學術研究，也很少和中國人交往。1925年9月，完成畢業論文，1926年6月，獲得經濟學博士學位後回國，回國前費雪還送給他500美元作為禮物，還向他詢問了陳錦濤的狀況。

### 任教
6月中旬，何搭乘郵輪從溫哥華回到上海，因南开的朝气蓬勃及张伯苓校长的质朴诚恳而拒绝上海暨南大学聘书，舍高就低到南開大學商學院任教，7月中旬，拜訪張伯苓後，開始在南開的教學生涯。最初開有經濟學、財政學、統計學、公司理財學四門課。1927年末，美国庚款管理机构中华教育文化基金会社会研究部需要一位研究導師，北大社會系主任陶孟和邀請何廉擔任此職，但當時何廉希望多培養人才而謝絕了研究的工作。1928年春，中央研究院成立，邀請何廉任職，他舉棋不定下去找張伯苓徵求意見，在張極力挽留下何廉留在了南開，並向張提議成立南开大学社会经济研究委员会（即南开大学经济研究所），因而成立了中国高校中最早的经济研究机构。在陶孟和的促進下，研究會得到了中華基金會的資助。何廉邀請自己的耶魯同學方顯廷加入，1930年，研究會與中研院社會研究所合併，同年南開遇到了大危機，許多教師離開了南開導致教師不足，商學院和經濟系合併為經濟學院。1931年，任首任南开大学经济学院院长并兼任经济研究所所长。在這段期間，他编制了南开经济指数，創辦《經濟統計季刊》，也為《獨立評論》等刊物撰稿。何依据搜集的大量中国数据资料率先编制了《经济学原理》《财政学》《统计学》《统计学之原理与方法》等一系列结合中国国情的经济学教材，随即成为中国高校相关专业的通用教材。此外，何廉重视学生的社会实践能力培养，调查了天津棉纺、缫丝、地毯、针织、面粉、制鞋业等各行状况。學校的資金除了原有的投資人以外，後來又受到洛克菲勒基金會的贊助。1934年與蔣介石多次晤談，討論浙江及全國的土地、經濟問題。1935年，南開經濟研究所加入華北農村建設協進會，由何廉任會長。

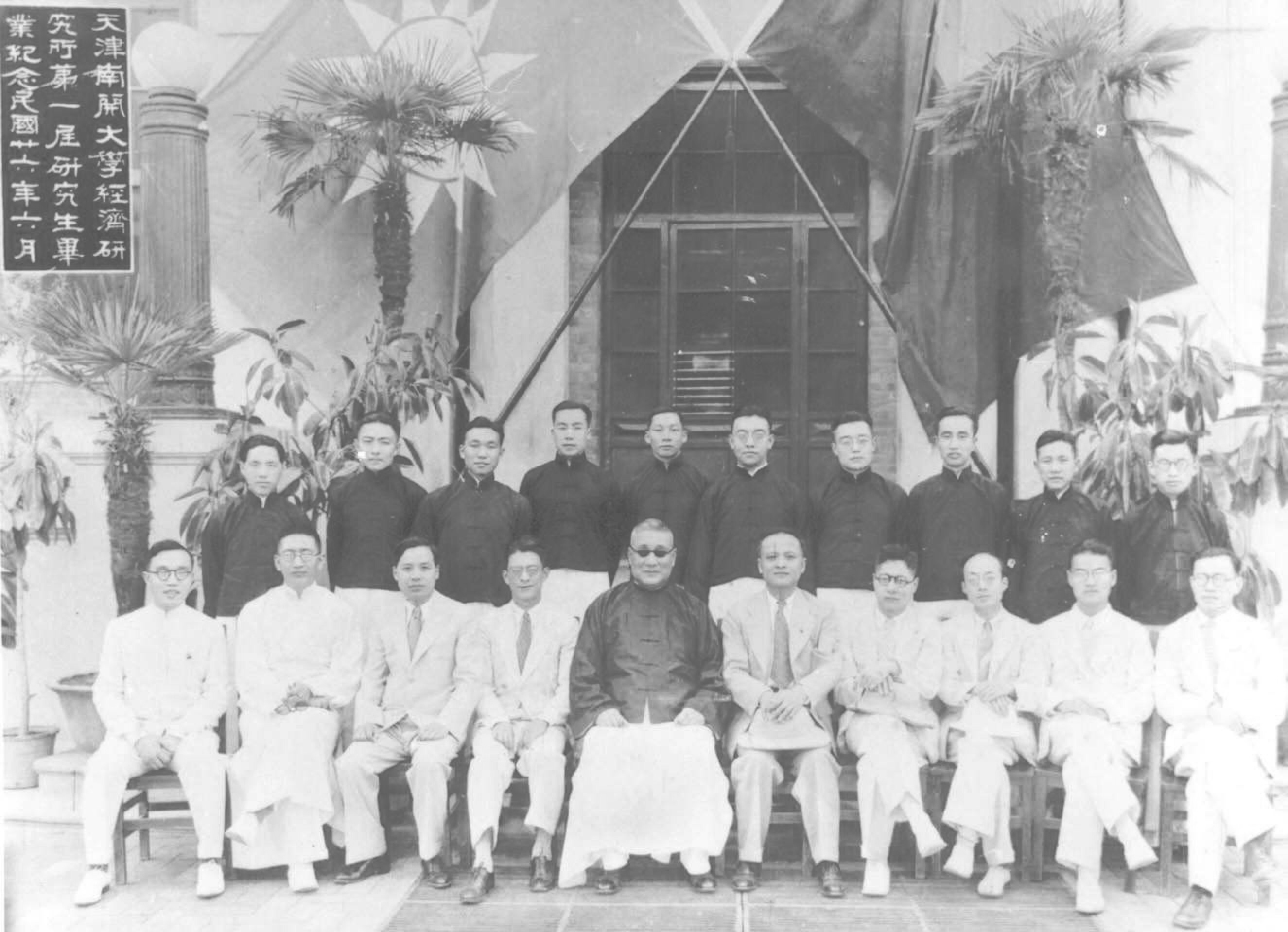
1937年张伯苓、何廉、方显廷等与南开大学经济研究所1935年首次招收的研究生毕业合影

### 从政
1936年夏，應翁文灝和蔣廷黻的邀請任行政院政务处长，由於形勢所迫南開也同意何廉參加國民政府的工作。1937年3月，代理資源委員會秘書長，直到9月翁文灝回國。八·一三後，國民政府遷都，各單位也籌備縮編和改組，何廉任國民經濟部次長、農本局（農業信貸管理局）總經理和農產調整委員會副主委。11月底，撤離南京，12月初，到長沙，月底，又到漢口。1938年初，國民政府改組的人事也基本確定，何廉和蔣廷黻也被邀請參加三民主義青年團的籌組。1938年6月，何廉繼續擔任經濟部次長兼行政院政務處長，主管農業方面的行政工作，農本局改為農產調整處，屬經濟部。這段時間何廉培養訓練人才，推廣改良種子，提高倉儲能力、儲備軍糧、維持米價：因為米價居高不下，和孔祥熙、吳國楨觀點不同，孔認為應該將農本局儲藏的糧食投入市場，而何廉也認為這不能解決問題，米價問題是由地主屯糧引起的，不肯放糧，因此產生衝突，在1941年5月辭職，農本局隨之撤銷。經友人勸進又在軍事委員會擔任參事，不過從未列席參會。6月，何廉準備偕家人到香港暫住，8月30日，遭日軍飛機空襲，險些喪命。10月，再度計劃去香港，決心不再回政府工作，打算重開南開經濟研究所。11月底，從重慶飛抵香港，在周作民家借住，南開的董事顏惠慶、范旭東、陳光甫、唐壽民和胡霖等人也都在香港，於是每隔兩三天就聚會討論經濟建設問題。12月8日，日軍進攻香港，何廉和幾位朋友往北方逃難，受李濟深的幫助到桂林，又轉機到重慶。
1943年7月初，何廉從貴州回到重慶，蔣介石和他談到戰後的經濟建設規劃，幾星期後熊式輝便登門邀請何廉出任最高国防委员会中央设计局副秘书长。12月，在幾間銀行的資助下去西北旅行考察，受到甘肅省主席谷正倫的接待。從蘭州到青海，也受到省主席馬步青的款待。後來到寧夏，西安，還見了胡宗南。1944年1月，何廉回到重慶後就接受了中央設計局副秘書長的職務，主持战后经济重建方案的编制设计，他並不負責例行的行政工作，因此他推薦了自己的同學邱昌渭負責。1945年春，南開大學收歸國有，何廉也參加了會議。夏，何廉主持编制的《第一个复兴期间经济事业总原则草案》及“五年经济建设”计划纲要完成并获通过，其中提出的“混合经济体制中有计划的发展”的思路被首次写入政府文件，何廉受翁文灝邀請再度担任经济部次长。冬，中央設計局完成任務，撤銷建制，行政院另組最高經濟建設委員會。1946年1月，從重慶遷居南京，6月，經濟部改組，何廉不再擔任任何職務。在嚴重的通貨膨脹下，家庭經濟狀況十分拮据，擺脫公職後，何廉到金城銀行做常務董事，同時也在盧作孚的民生實業公司、劉國均的大成棉紡織染公司、周作民的通成公司和戴自牧的太平洋輪船公司做乾股董事，還被永利化學公司和久大精鹽公司做顧問。這個時期，何廉也考慮重新開辦南開經濟研究所，並打算在南京續辦南開時期的經濟學刊物。他說服張純明擔任《世紀評論》總編，《世紀評論》主要討論政治經濟問題，作為南開《政治經濟季刊》的延續。

### 赴美
1947年5月，回到天津，處理南開的事宜，得以讓南开经济指数繼續。一個星期後返回上海，並一直住到夏天。何廉一直未能適應上海金融和實業界的生活，想要離開上海，正巧外交部推選他作為聯合國社會經濟理事會的經濟與就業委員會和人口委員會的中國代表，便決定赴美。7月，偕家離開上海，8月，到達舊金山。在紐黑文安定下來後，在洛克菲勒基金會的資助和聯繫下四處遊學，並在普林斯顿大学做访问学者。
1948年6月，因張伯苓任考試院院長，所以希望何廉回國擔任南開大學的校長職務，8月底，回國在上海安家，10月14日，就職。內戰局勢不穩，校園裡瀰漫著不安，教職工和學生的生活都很困苦，連最基本生活需要都難以滿足。何廉動用自己的關係為學校爭取燃煤供暖，還有糧食的供應。12月1日，乘機飛抵上海，後偕家轉至香港。
1949年1月2日，乘船前往美國。2月10日，返回在紐黑文的住所。秋，應邀在哥伦比亚大学東亞學院和經濟系任教。1961年，退休。1962年獲選中華民國中央研究院第四屆(人文及社會科學組)院士頭銜。1975年逝世于纽约。